# PEARL (アルバム)
『PEARL』（パール）は、日本のバンド、PEARLのアルバム。

## 概要
全曲、Joey Carboneとの共作で行った、新生PEARLとしての初のリリース作品は最大のヒット・アルバムとなった。「虚ろなリアル 〜Lay your hands on me, baby〜」は後に、リカットされる。

## 収録曲
全曲作詞：田村直美　編曲：Joey Carbone・PEARL
1. 有名人 ～Take care boys,watch out girls～
作曲：田村直美・北島健二・Joey Carbone
2. Oh,現代のBlues ～All believers～
作曲：田村直美・Joey Carbone
3. 虚ろなリアル 〜Lay your hands on me,baby〜
作曲：田村直美・Joey Carbone
4. Everybody tears ～すべての矛盾を愛せ～
作曲：田村直美・北島健二・Joey Carbone
5. Peace on the grave ～愛を知らずに逝った君に～
作曲：田村直美・Joey Carbone
6. いつも側にいるよ ～Heart of hearts～
作曲：田村直美・Joey Carbone
7. Don't you wanna "loose"？ ～あきあきするほど死ぬほどもっと愛して～ 
作曲：田村直美・北島健二・Joey Carbone
8. I will ～君が願うままに～ 
作曲：田村直美・北島健二・Joey Carbone